# Teatro como en el teatro
Teatro como en el teatro fue un ciclo televisivo argentino que se emitió desde 1963 hasta 1995, en diferentes canales como Canal 9, Teleonce, Canal 13 y América TV. El programa creado, producido y dirigido Nino Fortuna Olazábal (junto con Dario Vittori) y otros.

## Historia
Consistían en ciclos unitarios  basados en clásicos teatrales. Es decir, Olazábal llevó a la pantalla chica obras famosas obras teatrales de reconocidos dramaturgos ya sea argentinos como extranjeros. La primera obra que emitió el programa fue el 23 de enero de 1963 se emite Dios salve a Escocia, obra del italiano Nicola Manzari. El esquema era simple: una comedia teatral liviana (muchas veces proveniente de Italia) se adapta para televisión, con no más de dos decorados (en general, el amplio living de un departamento), tramas simples, directas, de comedia dramática o drama aligerado, casi siempre con final feliz y moraleja incluida. Un elenco estable donde destaca Víttori, apoyado por figuras invitadas. Pero, la novedad fue el representar una obra de teatro en televisión, como si fuera un hipotético escenario teatral, con público que llenaba el teatro/estudio y a los actores, quienes eran aplaudidos al ingresar, todo esto estructurado en actos, con un telón que bajaba ante del corte comercial.
Se emitió todos los domingos a las 21.30 hs y a las 22 horas, ya sea por Canal 9, Teleonce o Canal 13.
Así se presentaron obras como El sostén de la familia, Los ojos llenos de amor de Abel Santa Cruz; Las d´enfrente, Amor en setiembre, La carta de mamá, Filomena Marturano de Eduardo De Filippo, No te pago, El drama, la comedia y la farsa de Luigi Antonetti, Las trampas de mi marido, Cuando el amor se convierte en odio, Francisco Caterva, oficial de reserva, Paro general, Un tío simpático pero tramposo, y El marido, la mujer y la muerte de André Roussin.
A lo largo de sus más de cuarenta décadas de permanencia en la televisión pasaron más de dos mil trecientos famosos, entre ellos  Susana Rinaldi, Chela Ruiz, Norma Aleandro, Rodolfo Salerno, Carucha Lagorio, Susana Brunetti, Guillermo Bredeston, Perla Santalla, Juan Carlos Altavista, Evangelina Salazar, María Aurelia Bisutti, Eva Dongé, Lydia Lamaison, Beatriz Taibo, Fernanda Mistral, Nelly Prince, Aída Luz, Nathán Pinzón, María Rosa Gallo, Mabel Landó, María de los Ángeles Medrano, Aída Luz, Leonor Manso, Jorge Barreiro, Fernanda Mistral, Adrián Ghio, Alberto Argibay, Cristina Del Valle y Enrique Kossi.
La penúltima etapa se emitió en 1992 donde contó con 9 episodios, con figuras como Betiana Blum, Katja Alemann, Andrea Bonelli, Alejandra Darín, Mirta Busnelli, Daniel Fanego, Mariana Karr, José María Langlais, Jorge Mayorano, entre otros.
El ciclo se emitió por última vez en 1995 por América TV.